# Labiobaetis fabulosus
Labiobaetis fabulosus är en dagsländeart som beskrevs av Lugo-ortiz och Mccafferty 1997. Labiobaetis fabulosus ingår i släktet Labiobaetis och familjen ådagsländor. Inga underarter finns listade i Catalogue of Life.